# Callobius hokkaido
Espèce
Callobius hokkaido est une espèce d'araignées aranéomorphes de la famille des Amaurobiidae.

## Distribution
Cette espèce se rencontre au Japon à Hokkaidō et en Russie aux îles Kouriles,,.

## Étymologie
Son nom d'espèce lui a été donné en référence au lieu de sa découverte, Hokkaidō.

## Publication originale
- Leech, 1971 : The introduced Amaurobiidae of North America, and Callobius hokkaido n. sp. from Japan (Arachnida: Araneida). The Canadian Entomologist, vol. 103, p. 23-32.